# Гоемай Кайке
Гоемай Кайке (Съветски проток, на японски: 珸瑤瑁水道) е проток в Тихи океан, отделящ остров Танфилев от Хокайдо. Свързва Южно Курилския проток на север и Тихия океан на юг.
Дължината му е около 13 km, ширината е около 10 km, а максималната дълбочина е повече от 50 m. Брегът е предимно нисък и нарязан.
Средното ниво на прилива по бреговете на протока е 1 m. През зимата замръзва. Наречен е поради това, че акваторията му влиза в състава на бившия СССР (днес Русия, Сахалинска област) и Япония. Днес през него минава границата на Русия с Япония. По бреговете му се намират селищата Носапу и Гойомай (и двете в Япония).